# 小行星1961
小行星1961（1961 Dufour）是一颗绕太阳运转的小行星，为主小行星带小行星。该小行星于1973年11月发现。
該小行星以瑞士將領紀堯姆·亨利·杜福爾命名。

## 轨道参数
小行星1961的轨道半长轴为3.1947602 UA，离心率为0.119。